# Macrocarpaea guttifera
Macrocarpaea guttifera là một loài thực vật có hoa trong họ Long đởm. Loài này được Ewan mô tả khoa học đầu tiên năm 1948.